# Charles Schweinfurth
Pour les articles homonymes, voir Schweinfurth.
Charles Schweinfurth (1890-1970) est un botaniste et collecteur américain qui se distingua par ses études sur les orchidées. Il collecta des espèces originaires du Pérou dont il fit la description dans son ouvrage de référence Orchids of Peru (1958). Il était chercheur au Botanical Museum de l'université Harvard.

## Quelques publications

### Articles
- 1939. Notes on a remarkable collection of orchids from Panama, éd. Bot. Museum Leaflets, Harvard University
- 1967. Orchidaceae of the Guayana Highland

### Livres
- 1958. Orchids of Peru, éd. Natural Hist. Museum. Publication 837, 868, 885, 913. 4 vol. 1005 pages  (ISBN 0-608-02118-0)
- 1936. O. Ames; F.T. Hubbard; C. Schweinfurth, The Genus Epidendrum in the United States & Middle America, éd. Bot. Museum Cambridge, Massachusetts. pp. xi + 233

## Hommages
- Genre: Cischweinfia Dressler & L.O.Williams 1970
- Espèce: Pleurothallis schweinfurthii Garay 1954